# Jason Marin
Pour les articles homonymes, voir Marin.
Jason Marin est un acteur américain né le 25 juillet 1974 à New York.

## Filmographie
- 1985 : Retour vers le futur (Back to the Future) : Sherman Peabody
- 1988 : Starting from Scratch (série TV) : Robbie Shepherd
- 1988 : Moving : Paperboy
- 1988 : Tu récolteras la tempête (en) (Inherit the Wind) (TV) : Howard
- 1989 : La Petite sirène (The Little Mermaid) : Flounder (voix)
- 1991 : Roco.o.Rico (Rock-A-Doodle) : Mark